# Ivano-Fedorivka, Domanivka
Ivano-Fedorivka (în ucraineană Івано-Федорівка) este un sat în comuna Oleksandrivka din raionul Domanivka, regiunea Mîkolaiiv, Ucraina.

## Demografie
Componența lingvistică a localității Ivano-Fedorivka
     Ucraineană (91,89%)
     Română (8,11%)
Conform recensământului din 2001, majoritatea populației localității Ivano-Fedorivka era vorbitoare de ucraineană (91,89%), existând în minoritate și vorbitori de română (8,11%).